# Nullo (atletica leggera)
Con il termine nullo (o fallo) in atletica leggera si indica un salto o un lancio ritenuto non valido dal giudice di gara in base al vigente regolamento tecnico internazionale stilato dalla World Athletics.

## Tipi di falli

### Salto con l'asta
Nel salto con l'asta, un atleta commette un fallo, e fa registrare quindi una prova nulla, se:
- dopo il salto l'asticella non rimane su entrambi i pioli a causa dell'azione del concorrente durante il salto[1];
- tocca il terreno o la zona di caduta al di là del piano verticale della parte superiore della tavola di arresto, con qualsiasi parte del corpo o con l’asta, senza aver prima superato l'asticella[2];
- dopo aver abbandonato il terreno, porta la mano inferiore al di sopra di quella superiore o sposta quella superiore più in alto sull'asta[3];
- durante il salto fissa o rimette con le mani l'asticella sui supporti[4].

Non è invece fallo se l'atleta corre all'esterno delle linee bianche che delimitano la corsia di rincorsa, né se l'asta dell'atleta tocca i materassi di caduta dopo essere stata correttamente imbucata nella cassetta.

### Salto in alto
Nel salto in alto, un atleta fa registrare una prova nulla se:
- dopo il salto l'asticella non rimane su entrambi i pioli a causa dell'azione del concorrente durante il salto[6];
- tocca il terreno compresa la zona di caduta al di là del piano verticale dei ritti attraverso il bordo più vicino all'asticella, sia all'interno che al di fuori di essi, con qualsiasi parte del corpo, senza aver prima superato l'asticella. Se però, mentre salta, un atleta tocca con il piede la zona di caduta e, a giudizio del giudice di gara, non ne trae vantaggio, il salto non deve essere considerato nullo[7];
- quando, correndo senza saltare, tocca l’asticella o la sezione verticale dei ritti[8].

### Salti in estensione
Nel salto in lungo e nel salto triplo, un atleta commette un fallo se:
- mentre stacca, quando il piede è ancora a contatto con il terreno, supera la verticale della linea di stacco con qualsiasi parte del piede[9];
- stacca al di fuori di una delle due estremità della tavola di stacco, sia davanti che dietro il prolungamento della linea di stacco[10];
- usa qualsiasi forma di salto mortale, sia nella fase di rincorsa che di salto[11];
- dopo aver staccato, ma prima del suo primo contatto con la zona di caduta, tocca la pedana di rincorsa o il terreno oltre la pedana stessa od oltre la zona di caduta[12];
- nel corso dell'atterraggio tocca il bordo della zona di caduta o il terreno all'esterno della stessa in un punto più vicino alla linea di stacco della più vicina impronta lasciata dal salto nella zona di caduta[13];
- lascia la zona di caduta nel mancato rispetto della Regola 185.2[14], che recita "Il primo contatto del piede dell'atleta con il bordo o il terreno al di fuori della zona di caduta, quando abbandona la zona di caduta, deve essere oltre la linea di atterraggio della più vicina impronta lasciata nella sabbia dalla linea di stacco iniziale (può considerarsi tale ogni segno più vicino alla linea di stacco rispetto all’impronta iniziale, che venga lasciato nello sbilanciarsi, completamente all'interno della zona di caduta, o nel camminare indietro verso la linea di stacco)[15].

Non è invece fallo se un atleta corre all'esterno delle linee bianche che delimitano la corsia di rincorsa o se stacca prima di raggiungere la tavola di stacco.

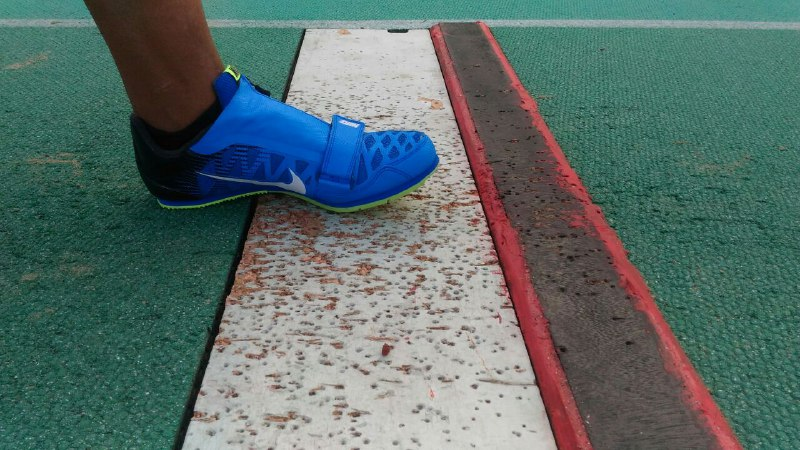
Battuta valida nei salti in estensione: il piede dell'atleta si trova prima della linea di stacco.
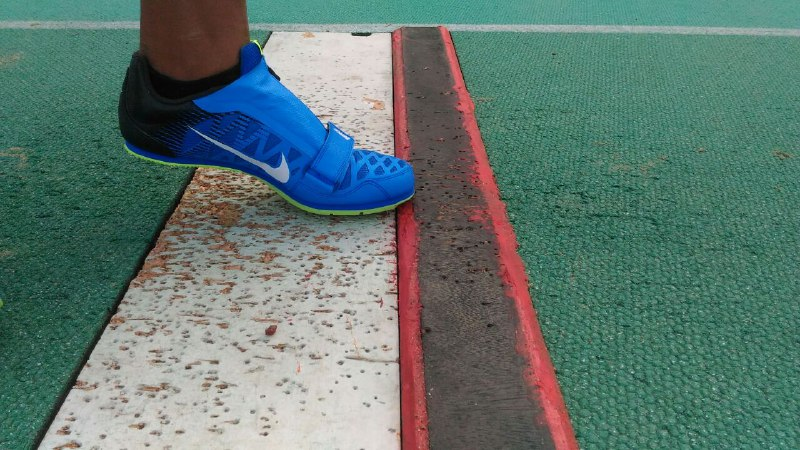
Battuta nulla: il piede dell'atleta, ancora a contatto con il terreno, supera la verticale della linea di stacco.
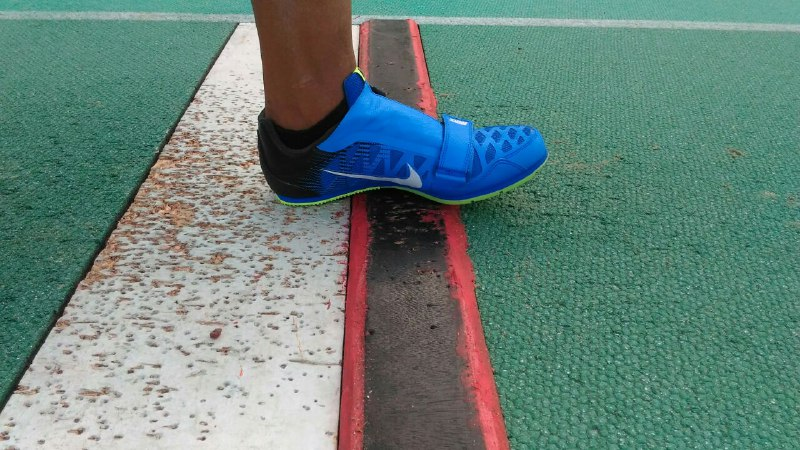
Battuta nulla: il piede dell'atleta si trova sopra la linea di stacco.
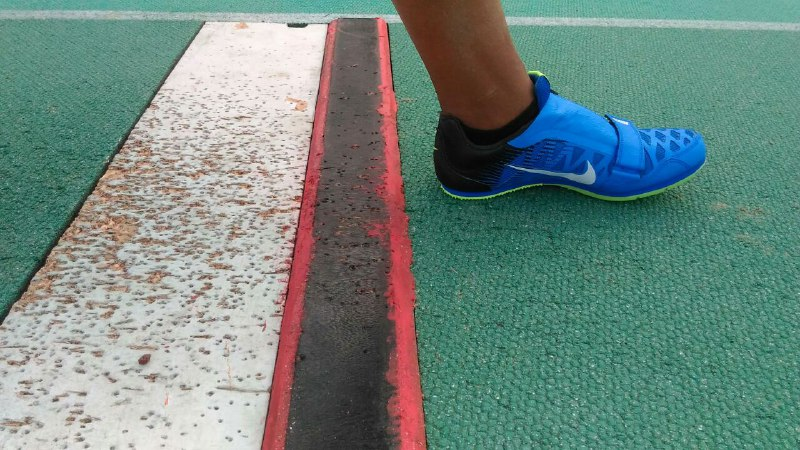
Battuta nulla: il piede dell'atleta si trova oltre la linea di stacco.

### Lanci
Tutti i quattro lanci dell'atletica leggera (getto del peso, lancio del disco, lancio del martello e lancio del giavellotto), hanno alcune regole in comune. In tutti i lanci un lancio è nullo se:
- l'atleta, dopo che è entrato in pedana ed ha cominciato ad eseguire un lancio, tocca con qualsiasi parte del corpo il terreno al di fuori della pedana o (per i lanci in pedana circolare) la parte superiore del cerchio metallico[17];
- il peso, il disco, la testa del martello o la testa del giavellotto, nel contatto con il terreno al momento dell'atterraggio, tocca la linea del settore o il terreno o ogni altro oggetto (diverso dalla gabbia di lancio) all'esterno di essa[18].
- se l'atleta lascia la pedana circolare o di rincorsa prima che l'attrezzo abbia toccato il terreno[19] o:
  - per i lanci effettuati da una pedana circolare, se quando l'atleta lascia la stessa, il primo contatto con la parte superiore del cerchio metallico o il terreno all'esterno della pedana non è completamente dietro la linea bianca tracciata all'esterno della pedana e che passa idealmente per il centro della pedana stessa[20].
  - nel caso del lancio del giavellotto, se quando il concorrente lascia la pedana di rincorsa, il primo contatto con le linee parallele o con il terreno all'esterno della pedana non è completamente dietro la linea bianca dell'arco e le linee agli estremi dell'arco stesso tracciate ad angolo retto con le linee parallele[21].

Inoltre, nel getto del peso si riscontra il fallo se l'atleta tocca con qualsiasi parte del corpo una qualsiasi parte del fermapiedi diversa dal suo lato interno (salvo il suo spigolo superiore che è considerato appartenere alla parte superiore). Per non annullare un lancio, l'atleta deve tenere il peso in modo che tocchi o sia in stretta prossimità del collo o del mento e la mano non deve essere abbassata da questa posizione durante l'azione di lancio. Infine il peso non deve essere portato dietro la linea delle spalle.
Nel lancio del giavellotto l'atleta compie un lancio nullo se tocca con qualsiasi parte del corpo le linee demarcanti la pedana o il terreno al di fuori di essa. Il giavellotto deve essere tenuto per l'apposita impugnatura con una sola mano e deve essere lanciato al di sopra della spalla o della parte superiore del braccio che lancia; non può essere lanciato a fionda o roteando. Il lancio è valido solo se la testa metallica del giavellotto tocca il terreno prima di ogni altra parte dell'attrezzo. Il lancio è nullo nel caso in cui, durante il lancio, l'atleta compie un giro completo su sé stesso portando il suo dorso in direzione dell'arco di lancio. Il lancio non è considerato nullo se il giavellotto si rompe durante il lancio, purché sia effettuato nel rispetto delle regole; l'atleta potrà dunque ripetere il lancio.
Per i lanci in gabbia (lancio del disco e del martello), non è considerato fallo se l'attrezzo tocca la gabbia dopo il lancio, a condizione che non sia stata infranta alcuna altra regola.